# 褐底雙珠螺
褐底雙珠螺（学名：Mastonia granosa）为左錐螺科雙珠螺屬下的一个种。